# 1992 en Finlande
Chronologie de la Finlande
- 1988
- 1989
- 1990
- 1991
- 1992
- 1993
- 1994
- 1995
- 1996

Cette page concerne les évènements survenus en 1992 en Finlande ou qui concernent ce pays :

## Événements

### Janvier
- 1er janvier : les jours fériés – l'Épiphanie et le jeudi de l'Ascension – sont rétablis à leur place initiale en Finlande suite à une modification de la loi sur l'Église.
- 3 janvier : Statistique Finlande annonce que 6 900 demandes de faillite ont été déposées en Finlande en 1991, contre 3 970 en 1990.
- 8 janvier : le gouvernement a décidé d'organiser un référendum consultatif sur l'éventuelle adhésion de la Finlande à la Communauté européenne.
- 10 janvier : le Parlement finlandais a approuvé l'achat de nouveaux avions de chasse américains F/A-18 Hornet pour l'armée de l'air par 99 voix contre 68. Les groupes parlementaires de l'Alliance de gauche et des Verts, ainsi que la majorité du groupe parlementaire du Parti social-démocrate (SDP), ont voté contre.
- 11 janvier : le synode de l'Église évangélique luthérienne de Finlande a approuvé une nouvelle traduction de la Bible.
- 20 janvier : la Finlande et la Russie signent un accord de coopération politique et économique[1]. L'accord YYA a été résilié par un échange de notes entre la Finlande et la Russie. La dernière prolongation de cet accord pour 20 ans remonte à 1983.

### Février
- 8 février : l’Union chrétienne de Finlande s’oppose à l’adhésion de la Finlande à la CE.
- 11 février : un ancien dirigeant du Parti communiste soviétique révèle que le NKP a financé la minorité du Parti communiste finlandais à hauteur de plus de 80 millions de marks entre 1978 et 1990. L’aide financière était passée par Ville Pessi et Taisto Sinisalo.
- 13 février : les résultats de la Caisse d'épargne centrale par actions (SKOP) ont été annoncés, accusant une perte de près de sept milliards de marks en 1991. Cette perte est de loin la plus importante de l'histoire des banques finlandaises.
- 19 février : la professeure de communication orale Aino Sallinen a été élue rectrice de l'Université de Jyväskylä. Elle est devenue la première femme rectrice d'une université finlandaise de sciences appliquées.

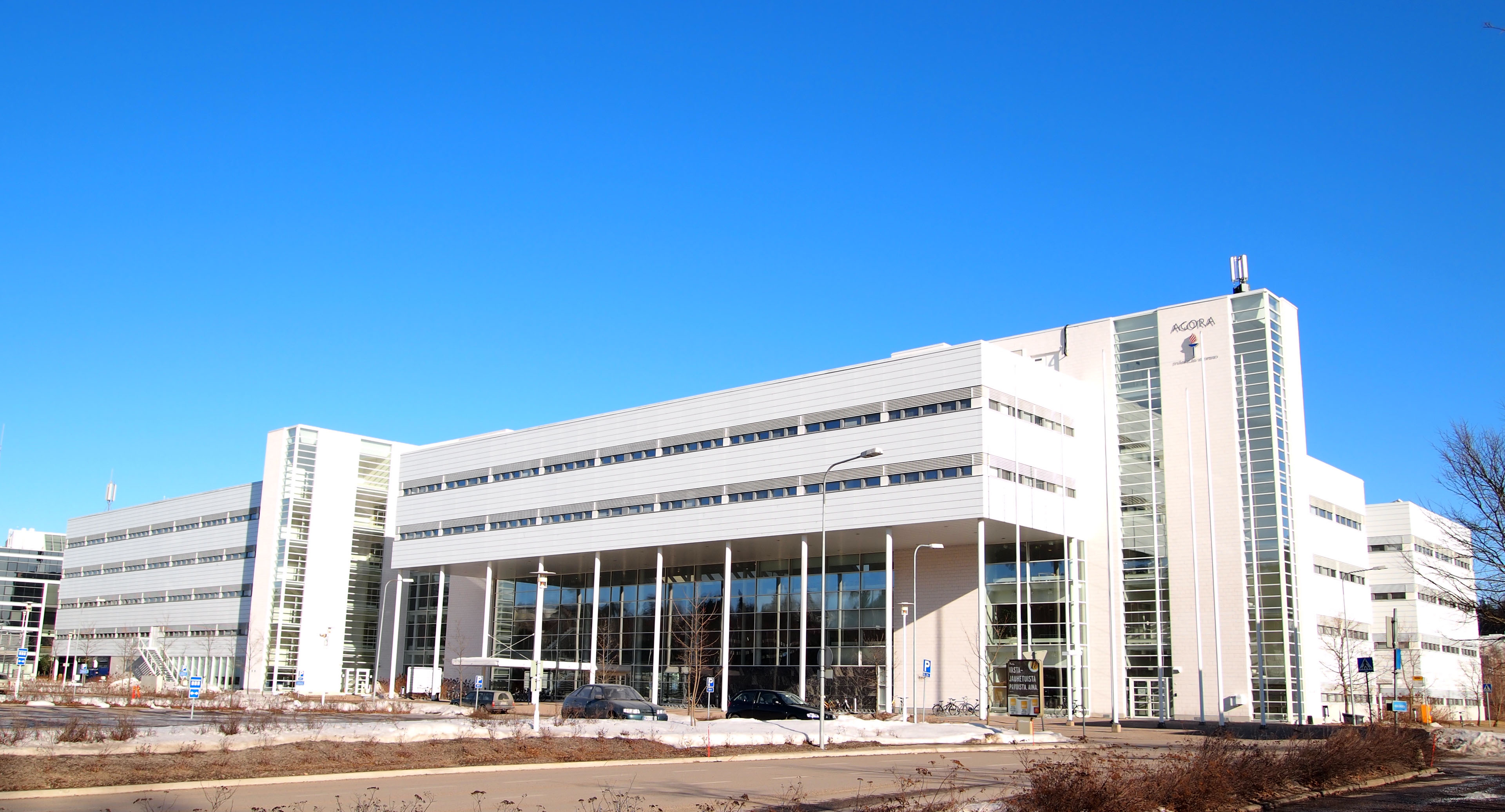
Université de Jyväskylä.

- 27 février : le gouvernement finlandais décide de soumettre au Parlement une proposition de candidature à l'adhésion à la CE. Les ministres Hannele Pokka et Toimi Kankaanniemi présentent leurs avis divergents sur cette proposition.

### Mars
- 2 mars : le Conseil nordique s'est réuni à Helsinki pour son 40e anniversaire.
- 3 mars : la Russie a nommé Youri Derjabin, diplomate de longue date, auparavant connu des Finlandais sous le pseudonyme de Youri Komissarov, ambassadeur en Finlande.
- 5 mars : les États riverains de la mer Baltique (Finlande, Suède, Norvège, Danemark, Allemagne, Pologne, Russie, Estonie, Lettonie et Lituanie) ont créé un nouvel organisme commun, le Conseil de la mer Baltique, afin de promouvoir le développement démocratique dans les États membres de l'ancien bloc de l'Est et des projets communs dans des domaines tels que la protection de l'environnement.
- 6 mars : Pertti Voutilainen, PDG de Kansallis-Osake-Pankki, a déclaré que la banque avait subi des pertes de près d'un milliard de marks en raison des magasins Kouri.
- 17 mars : la Convention sur les effets transfrontières des accidents industriels est une convention de la Commission économique pour l'Europe des Nations Unies (CÉE-ONU) signée à Helsinki, en Finlande et entrée en vigueur le 19 avril 2000. La convention vise à protéger les personnes et l’environnement contre les accidents industriels, en visant à prévenir les accidents, ou à réduire leur fréquence et leur gravité et à atténuer leurs effets si nécessaire.
- 18 mars : la Finlande dépose sa candidature à l'adhésion à la Communauté européenne.
- 27 mars : en Finlande, les postes de gouverneur sont transformés en postes à durée déterminée. Désormais, les gouverneurs sont nommés pour une durée maximale de huit ans.
- 30 mars : Aamulehti, journal de Tampere, porte-parole du Parti de la coalition nationale depuis 1918, devient non-aligné.

### Avril
- 2 avril : Rolf Kullberg, gouverneur de la Banque de Finlande, prend sa retraite. Initialement, Kullberg devait rester en poste jusqu'à l'automne, mais un différend entre le Premier ministre Esko Aho et Kullberg concernant la gestion de la crise bancaire a poussé Kullberg à démissionner. Kullberg estime que le gouvernement tente de faire de la Banque de Finlande le bouc émissaire de toute la crise bancaire.
- 5 avril : le nouveau gouverneur de la Banque de Finlande, Sirkka Hämäläinen, a pris ses fonctions.
- 22 avril : la ministre des Affaires sociales et de la Santé, Eeva Kuuskoski, démissionne du gouvernement d'Esko Aho pour protester contre les coupes budgétaires dans son administration. Elle est remplacée par le député et médecin Jorma Huuhtanen. Kuuskoski estime que « la ministre des Affaires sociales n'a pas de poste » au sein du gouvernement. Elle annonce parallèlement qu'elle n'a pas l'intention de se présenter comme candidate du Parti du centre à l'élection présidentielle de 1994.

### Mai
- 1er mai : les archives du Service central d'enquête finlandais (EK) et de la police d'État (Valpo) ont été ouvertes. Elles contenaient des informations sur, entre autres, près de 200 000 Finlandais, ainsi que sur des partis et organisations politiques.
- 6 mai : le gouvernement finlandais a annoncé l'acquisition de 64 avions de combat américains F-18 Hornet. Le gouvernement a nié les allégations selon lesquelles cette acquisition était liée à des considérations de grande puissance ou de politique de sécurité. Le premier Hornet, le HN-462, est arrivé en Finlande le 7 novembre 1995.
- 22 mai : l'Allemagne et la France annoncent leur soutien à l'adhésion de la Finlande, de la Suède et de l'Autriche à la Communauté européenne.
- 24 mai : le Parti populaire libéral élit Kalle Määtä, diplômé en droit, à sa tête.

### Juin
- 1er juin : Esa Timonen, gouverneur de Carélie du Nord depuis 1967, prend sa retraite. Le président Mauno Koivisto nomme le député Hannu Tenhiälä nouveau gouverneur et octroie à Timonen le titre de ministre. Tenhiälä est remplacé au Parlement par le ministre de l'Agriculture et des Forêts Martti Pura.
- 7 juin : le Parti communiste des travailleurs désigne Pekka Tiainen, chercheur spécialisé au ministère du Travail, comme candidat à l'élection présidentielle de 1994.
- 9 juin : le 70e anniversaire de l'autonomie de la province est célébré à Åland.
- 15 juin : le Parlement décide, par 180 voix contre 13, de supprimer de l'ordre du jour parlementaire les dispositions relatives à la minorité qualifiée, c'est-à-dire la possibilité pour un tiers du Parlement de voter des lois ordinaires, suspendues pour plusieurs élections législatives.
- 17 juin : le gouvernement approuve la construction d'un réservoir dans la région de Vuotosjoki, en Laponie. La décision n'est pas unanime, la ministre de l'Environnement, Sirpa Pietikäinen, la ministre de la Défense, Elisabeth Rehn, la ministre du Commerce extérieur, Pertti Salolainen, et le ministre de la Coopération au développement, Toimi Kankaanniemi, s'opposant au projet de réservoir.
- 23 juin : le lion de Ruokolahti (phénomène qui a compris plusieurs observations de lions au milieu de l'été 1992 dans les régions de Ruokolahti et d'Imatra) est observé pour la première fois.

### Juillet
- 3 juillet : le groupe Novera (anciennement Hankkija) a fait faillite.
- 8 juillet :
  - La Finlande établit des relations diplomatiques avec la Géorgie. Les relations diplomatiques entre la Finlande et les autres anciennes républiques soviétiques avaient été établies fin 1991.
  - décision pour début 1994, le gouvernement divise la Finlande en 19 provinces.
- 9 juillet : le président russe Boris Eltsine arrive en Finlande. Au cimetière de Hietaniemi, il déposait une gerbe sur les tombes des héros, geste qu'il considérait comme un ultime geste de réconciliation entre la Finlande et la Russie. Il assurait que la Russie ne s'ingérerait plus dans les affaires intérieures de la Finlande, contrairement à l'Union soviétique.
- 9-10 juillet : la réunion de suivi du CESD se tient à Helsinki. L'Acte final du CESD est signé par les chefs d'État des neuf nouveaux États membres : la Bosnie-Herzégovine, la Croatie et la Slovénie, qui ont obtenu leur indépendance de la Yougoslavie, et l'Arménie, l'Azerbaïdjan, la Géorgie, le Kazakhstan, le Kirghizistan et le Turkménistan, qui ont obtenu leur indépendance de l'Union soviétique. Le nombre d'États membres du CESD est désormais de 51, contre 35 lors du sommet de 1975.
- 17 juillet : la Finlande célèbre sa première Journée de la démocratie, anniversaire de l'instauration d'un régime républicain. Depuis, cette journée n'est célébrée que sporadiquement.
- 29 juillet : le ministre du Commerce et de l'Industrie, Kauko Juhantalo, demande la démission du gouvernement Aho.

### Août
- 1er août : le député Raimo Vistbacka a été élu président du Parti rural finlandais lors d'un congrès du parti tenu à Mikkeli. Il a battu de justesse sa prédécesseure Tina Mäkelä, soutenue notamment par le président d'honneur du parti, Veikko Vennamo. Timo Soini est devenu secrétaire du parti. Un nouveau programme a été approuvé pour le parti, selon lequel le SMP était un parti « populiste, c'est-à-dire à l'écoute de la volonté du peuple ».
- 2 août : les églises et communautés chrétiennes finlandaises ont célébré le dimanche le 350e anniversaire de la Bible finlandaise. Une messe nationale a été célébrée à la cathédrale de Turku.
- 3 août : le président Mauno Koivisto a annoncé la démission du ministre du Commerce et de l'Industrie Kauko Juhantalo du gouvernement Aho et a nommé le secrétaire d'État Pekka Tuomisto pour lui succéder.

### Septembre
- 2 septembre : le Syndicat central des employés et des fonctionnaires (TVK) a déposé son bilan.
- 8 septembre : une spéculation monétaire intensive a entraîné le flottement du mark finlandais, dont la valeur s'est effondrée de 13 %. Plus de 7 000 faillites ont été enregistrées au cours de l'année.
- 11 septembre : le ministère des Transports a décidé que les émissions d'échappement seraient contrôlées lors des inspections annuelles des véhicules à partir de début 1993.

### Octobre
- 18 octobre : des élections locales ont eu lieu en Finlande. Le SDP et les Verts ont remporté le plus de sièges, tandis que le Parti du centre et le Parti de la coalition ont subi des pertes. Le soutien au SMP s'est effondré, perdant près d'un quart de ses sièges aux conseils municipaux. L'élément le plus marquant de ces élections a été le nombre record de candidats sans affiliation et leur succès. Il s'agissait des premières élections locales d'une journée.
- 20 octobre : les députés Arja Alho (SDP), Liisa Jaakonsaari (SDP), Hannele Luukkainen (Verts), Outi Ojala (Gauche) et Tuulikki Ukkola (Parti du peuple) ont demandé à la commission constitutionnelle du Parlement d'enquêter sur la légalité des actions officielles de Kauko Juhantalo alors qu'il était ministre du Commerce et de l'Industrie.
- 27 octobre : le Parlement a approuvé l'accord sur l'Espace économique européen (EEE) par 154 voix contre 12[2].
- 31 octobre : Statistique Finlande annonce que le nombre de chômeurs en Finlande dépasse les 400 000. On compte 403 500 chômeurs, soit 16,2 % de la population active.

### Novembre
- 3 novembre : le Parlement a approuvé le rapport sur la politique énergétique du gouvernement et le projet de loi qui l'accompagne et qui stipule que plus aucune centrale nucléaire ne sera construite en Finlande.
- 15 novembre : le Parti communiste de Finlande dépose son bilan. Le SKP devient le premier parti finlandais à faire faillite. La Maison de la Culture, propriété du parti à Alppila, Helsinki, est reprise par ses créanciers, la banque STS et les sociétés Kansa.
- 24 novembre : la banque STS (ex-caisse d'épargne des travailleurs finlandais) est reprise par la banque Kansallis-Osake.
- 27 novembre : le président Mauno Koivisto nomme Voitto Huotari, vicaire de la paroisse de la cathédrale de Mikkeli, nouvel évêque du diocèse de Mikkeli. L'évêque précédent, Kalevi Toiviainen, a pris sa retraite à la fin du mois de janvier 1993.
- 29 novembre : une nouvelle traduction de la Bible est introduite en Finlande. Quelque 485 000 exemplaires de la nouvelle Bible ont été vendus à la fin de l'année et l'on estime qu'environ 1,5 million d'exemplaires seront vendus au cours des trois prochaines années.

### Décembre
- 6 décembre : la Finlande fête les 75 ans de son indépendance.
- 22 décembre :
  - Le ministère de l'Environnement accorde 580 000 marks pour la restauration du lac Koijärvi à Forssa, connu comme un lac ornithologique de grande valeur. Les travaux ont commencé au printemps 1993.
  - General Motors arrête la production de l'Opel Calibra à Uusikaupunki et transfère toute la production en Allemagne. Plus d'un millier de personnes sont licenciées à Uusikaupunki.

## Sport
- Championnat de Finlande de football 1992.
- Championnat de Finlande de hockey sur glace 1991-1992.
- Championnat du monde féminin de hockey sur glace 1992.
- Championnats d'Europe de sprint de natation 1992.
- Finlande aux Jeux olympiques d'été de 1992.
- Finlande aux Jeux olympiques d'hiver de 1992.

## Culture

### Sortie de film
- Chomsky, les Médias et les Illusions nécessaires.
- Le Fils prodigue (film, 1992).
- Le Tombeau d'Alexandre.
- La Vie de bohème (film, 1992)